# Cariátides de Eleusis
En la antigüedad, dos grandes Cariátides de los Propileos Menores adornaban el santuario de la diosa griega de la agricultura Deméter en Eleusis (Grecia) como soporte arquitectónico en lugar de columnas. Tras la cristianización del Imperio romano, una de las cariátides fue apodada Santa Demetra por los lugareños y venerada como patrona de la agricultura y las cosechas. La cariátide fue sacada de Eleusis en 1801 por el inglés Edward Daniel Clarke, quien posteriormente la donó a la Universidad de Cambridge; permanece expuesta en el Museo Fitzwilliam.
La segunda Cariátide B, conservada en mejor estado que la Santa Demetra, fue desenterrada en Eleusis unos noventa años después de que se llevara la otra, y se expone en el Museo Arqueológico de Eleusis.
Grecia pretende la restitución de la otra cariátide.

## Datación y culto cristiano

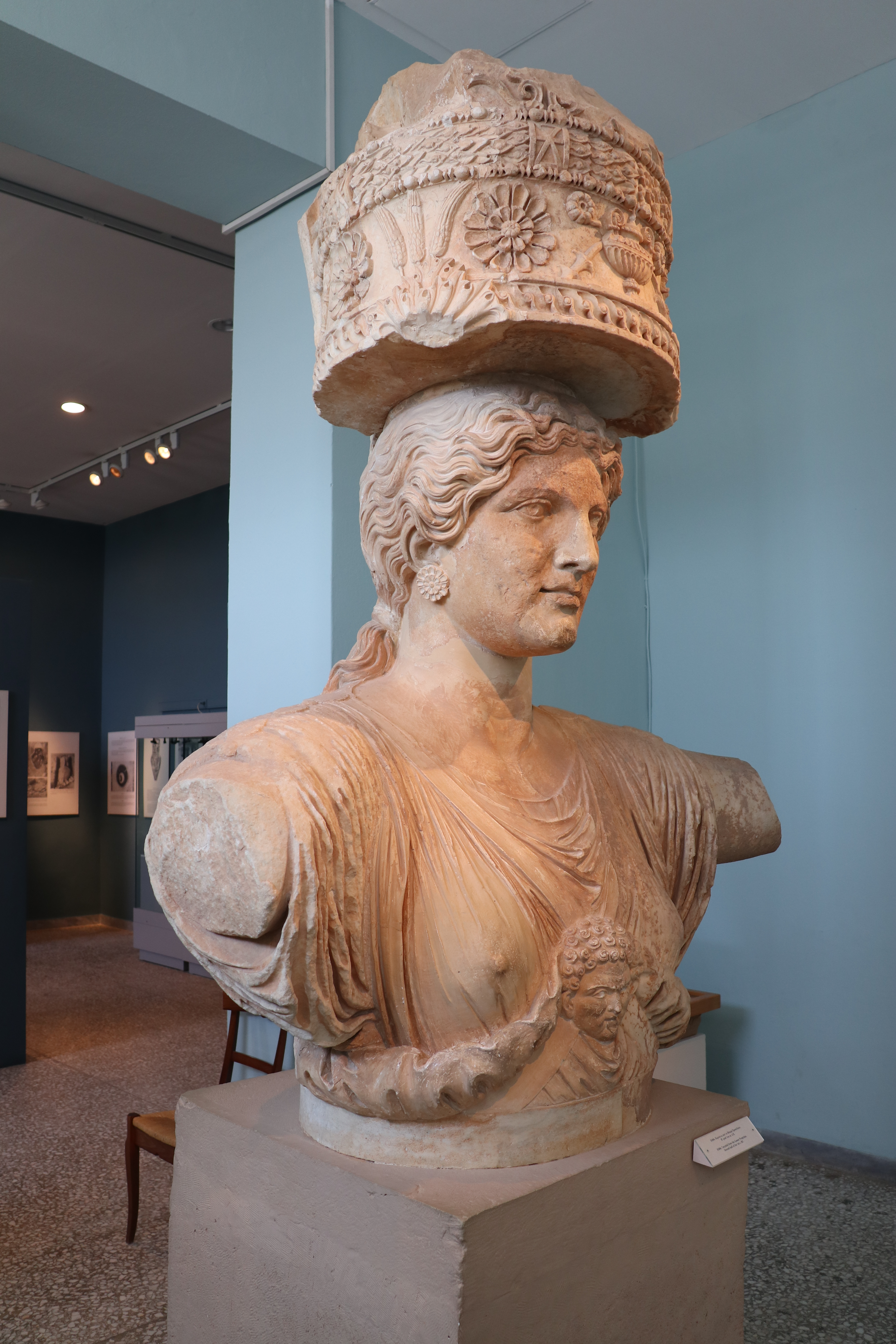
Cariátide B Museo Arqueológico de Eleusis.

Se ha sugerido que la pareja eran retratos idealizados de las hijas de Apio Claudio Pulcro, el cónsul romano que dedicó la puerta que sostenían, entre el 54 y el 48 a. C.
Aunque el emperador Teodosio I promulgó el Edicto de Tesalónica, prohibiendo el paganismo en todo el  Imperio romano, la gente en Grecia continuó adorando a Deméter, entonces apodada "Santa Demetra", como patrona de la agricultura. Eleusis veneraba la cariátide como icono de Santa Demetra, y la cubría de flores y guirnaldas, ya que creían que la diosa era capaz de aportar fertilidad a sus campos y bendecir sus cosechas. Las historias en torno a Santa Demetra tenían muchas similitudes con el mito del rapto por Hades de la hija de Deméter Perséfone, solo que en el contexto cristiano la joven había sido raptada por un turco. El culto a la estatua como imagen 
de la no canonizada Santa Demetra (en griego: Αγία Δήμητρα), aunque iba en contra de las tradiciones de la Iglesia ortodoxa iconoclasta, continuó dichas tradiciones incluso después de la caída del Imperio romano de Oriente, hasta bien entrada la época otomana.
La estatua fue señalada en 1676 por el viajero George Wheler, y varios embajadores que habían presentado solicitudes a los otomanos para su retirada sin ningún éxito. Hacia 1765-1766, el anticuario Richard Chandler, junto con el arquitecto Nicholas Revett y el pintor William Pars, visitaron Eleusis y mencionaron la estatua, así como el folclore local sobre ella.

## Traslado
En 1801, el clérigo inglés Edward Daniel Clarke y su ayudante John Marten Cripps consiguieron que el gobernador de Atenas autorizara, mediante soborno, el traslado de Santa Demetra, con la ayuda de Giovanni Battista Lusieri, un artista italiano que en aquel momento era ayudante de Lord Elgin.
Clarke fue quien retiró la estatua por la fuerza, tras sobornar al voivoda local de Atenas y obtener un edicto, a pesar de la oposición de los campesinos</ref> que temían que la retirada de Santa Demetra provocara la pérdida de sus cosechas. Sin embargo, Clarke tuvo éxito, aunque no sin dificultades. La víspera del traslado, un buey se soltó del ronzal y se abalanzó con sus cuernos contra Santa Demetra, alarmando a los lugareños, que lo consideraron un mal presagio para las cosechas. Clarke les aseguró que no sufrirían ningún daño y trajo a un sacerdote cristiano de Egina que primero rompió el suelo alrededor de la estatua para demostrar que no pasaría nada. Además, el 23 de abril de 1802, el barco que transportaba la estatua naufragó frente a la costa sureste de Inglaterra, aunque la Santa Demetra fue recuperada al año siguiente. En cuanto a los eleusinos, al año siguiente tuvieron una buena cosecha, lo que confirmó su creencia de que algún día les sería devuelta la cariátide; pero luego vino una racha de años malos consecutivos, de los que se culparon por haber permitido que se llevaran a santa Demetra.
Donada Santa Demetra junto con otros hallazgos a la Universidad de Cambridge en 1803; la estatua de Deméter se expondría en la Biblioteca Universitaria. En 1865 la colección fue trasladada al Museo Fitzwilliam de Cambridge, donde se convirtió en una de las dos colecciones principales del museo.
En 2022, el municipio de Eleusis pidió al museo que devolviera a Santa Demetra a Grecia.

## Descripción
Las Cariátides son casi idénticas, salvo por los grandes daños que presenta Santa Demetra, en comparación con la Cariátide de Eleusis. Por lo demás, de ambas solo se conservan hoy el torso colosal, la cabeza y el tocado, aunque lo más probable es que ambas representaran originalmente una figura de cuerpo entero, con los brazos levantados por encima de la cabeza para sostener el objeto cilíndrico que se balancea sobre ella, la 'cista'. La cista era un tipo de recipiente utilizado a menudo para guardar cosméticos. Las cistas que sostenían las cariátides probablemente contenían objetos sagrados asociados a los ritos que se celebraban en Eleusis, aunque no se tiene constancia de ello.
Los vasos de ambas cariátides están decorados con emblemas y objetos asociados a los rituales de los misterios de Eleusis, como espigas de maíz, rosetas, pasteles y manojos de mirto. Justo encima de la frente de cada figura femenina hay tallado un "plemochoe", es decir, un recipiente donde probablemente se guardaba el ciceón, que era la bebida sagrada utilizada durante la iniciación en el culto de Deméter y Perséfone.
Las dos sacerdotisas llevan dos túnicas cada una, que se sujetan al pecho con tirantes que se cruzan en diagonal; el pecho está decorado además con un broche de gorgoneion. El rostro de Santa Demetra, que ya no se conserva, estaba inclinado hacia la izquierda, como si mirara hacia abajo a los que pasaban en procesión por la puerta situada bajo ella. El rostro de la Cariátide B está mucho mejor conservado. La Cariátide mejor conservada mide 196 cm de alto y 150 cm de ancho.

Caríatides de Eleusis
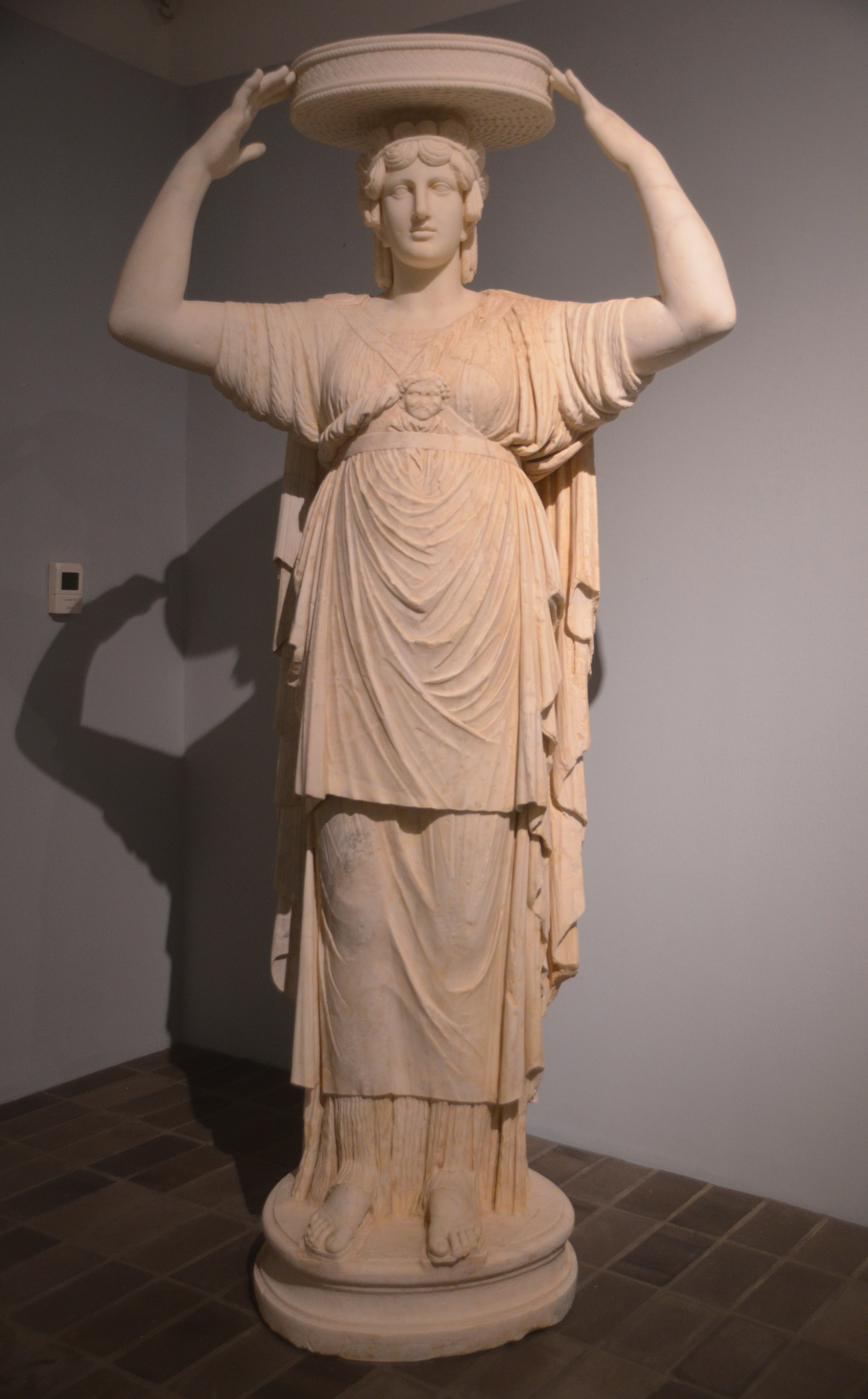
Caríatide de Torlonia de tipo de Eleusis.
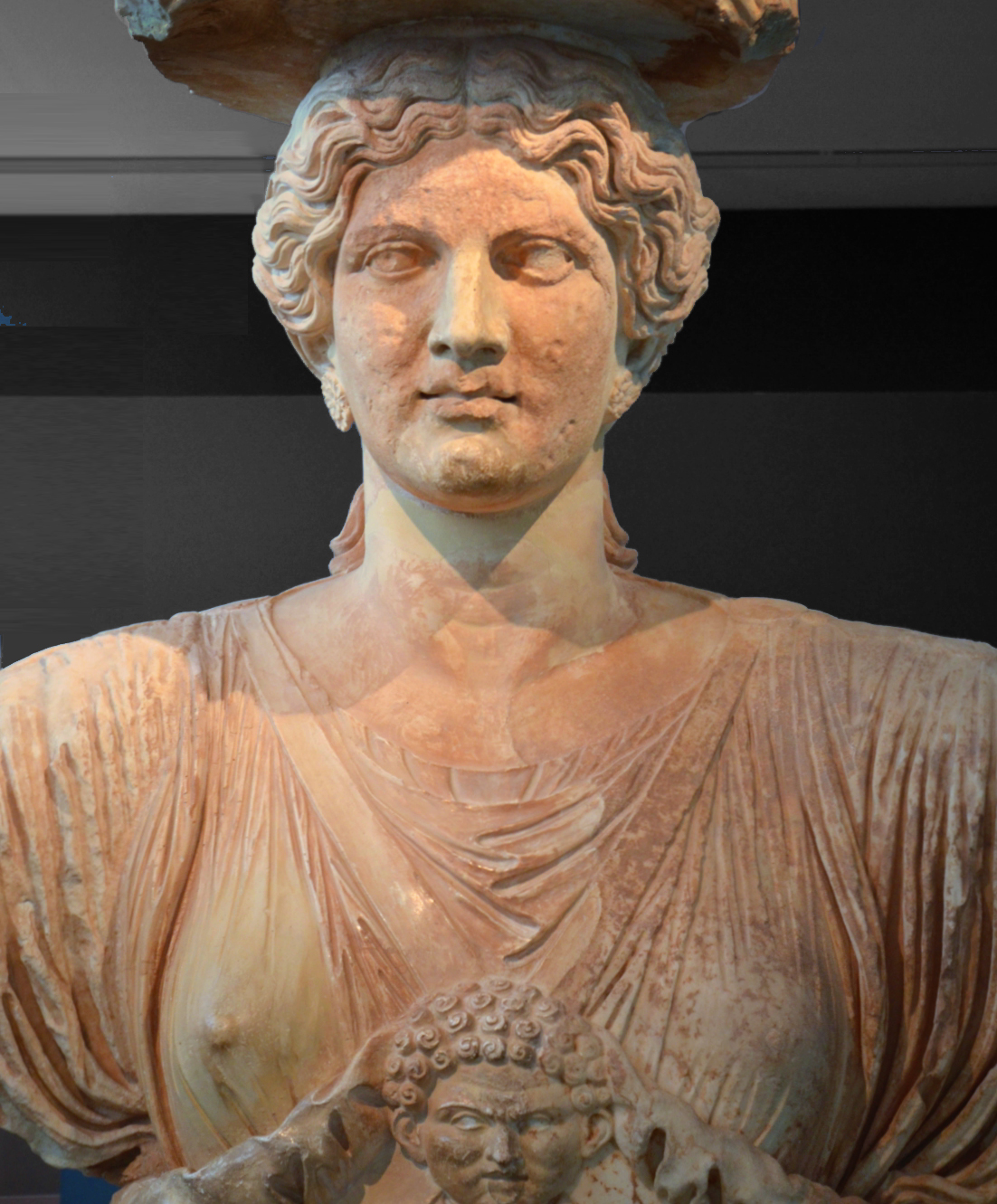
Rostro de la Caríatide B.
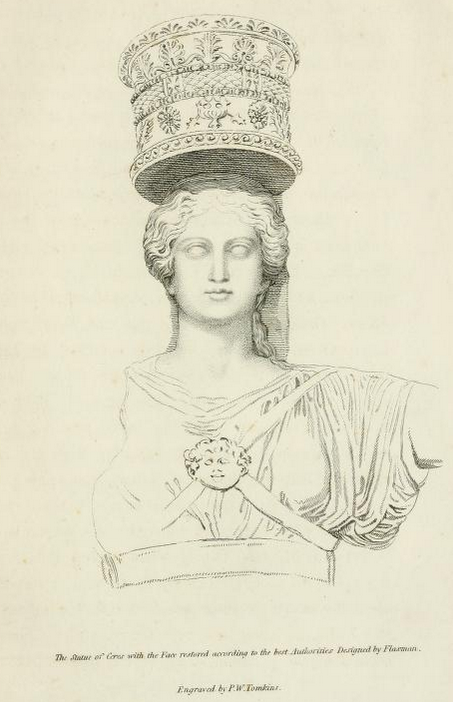
Grabado de  P. W. Tomkins
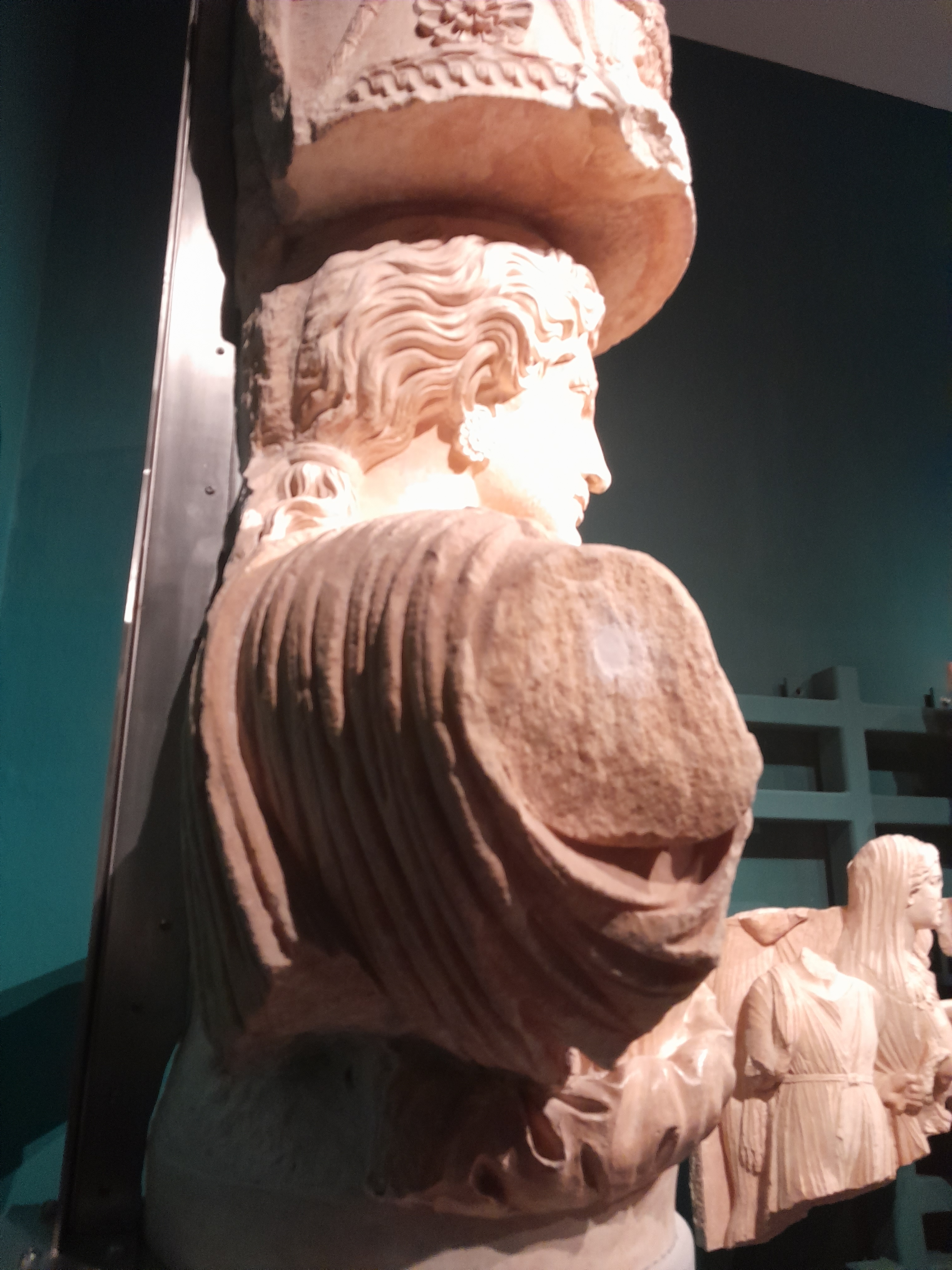
Vista posterior.